# Pjetër Losha
Pjetër Losha (zm. 1374) – założyciel Despotatu Arty, władca tego kraju od 1360 roku do swojej śmierci.